# Gémes Levente
Gémes Levente (Lecsó) (Szeged, 1973. március 22. –) magyar kosárlabdázó.
A Juhász Gyula Tanárképző Főiskolán végzett, kiváló center aki háromszoros magyar bajnok lett az Albacomp kosárlabda csapatával és egyszeres bajnok a Kaposvár csapatával. Több sportágat kipróbált, úszás, vízilabdázott, atletizált, triatlonozott. Tizenkilenc éves kora óta kosárlabdázott.
Hódmezővásárhelyi B csoportos kosárlabda csapatban játszott, majd rövid ausztriai (Möllersdorf) kitérő után került Székesfehérvárra.
2012 decemberében visszavonult, jelenleg erdő- és vadgazdászként dolgozik Pécs mellett.

## Sikerei
- négyszeres magyar bajnok
- háromszoros Magyar Kupa győztes
- egyszeres Magyar Kupa ezüstérmes
- egyszeres Magyar Kupa bronzérmes[3]

## Klubjai

### Játékosként
- 1997–1998  Traiskirchen Möllersdorf UB
- 1997–1998  Albacomp-SZÜV (bajnoki )
- 1998–1999  Albacomp-SZÜV (bajnoki , Magyar Kupa )
- 1999–2000  Flextronics-ZTE KK
- 1999–2000  Albacomp-UPC (bajnoki , Magyar Kupa )
- 2000–2001  Klíma-Vill Purina Kaposvári KK (bajnoki )
- 2001–2002  Debreceni Vadkakasok
- 2002–2003  Debreceni Vadkakasok (Magyar Kupa )
- 2003–2004  Debreceni Vadkakasok (Magyar Kupa )
- 2004–2005  Marso-Isobau NYKK
- 2005–2006  Univer KSE (Magyar Kupa )
- 2006–2007  Bodrogi Bau-Vásárhelyi Kosársuli
- 2007–2008  Bodrogi Bau-Vásárhelyi Kosársuli
- 2008–2009  SV Oberelchingen
- 2009–2010  Dél-Konstrukt SZTE-Szedeák (NB I/B 1. hely)
- 2010–2011  Pécsi VSK-Pannonpower
- 2010–2011  Ceragem-Kozármisleny SE (NB I/B)
- 2011–2012  Ceragem-Kozármisleny SE (NB I/B)
- 2012–2013  SV Oberelchingen

### Edzőként
- 2012  Ceragem-Kozármisleny SE (NB I/B)